# Đường kiểm soát Ấn Độ - Trung Quốc

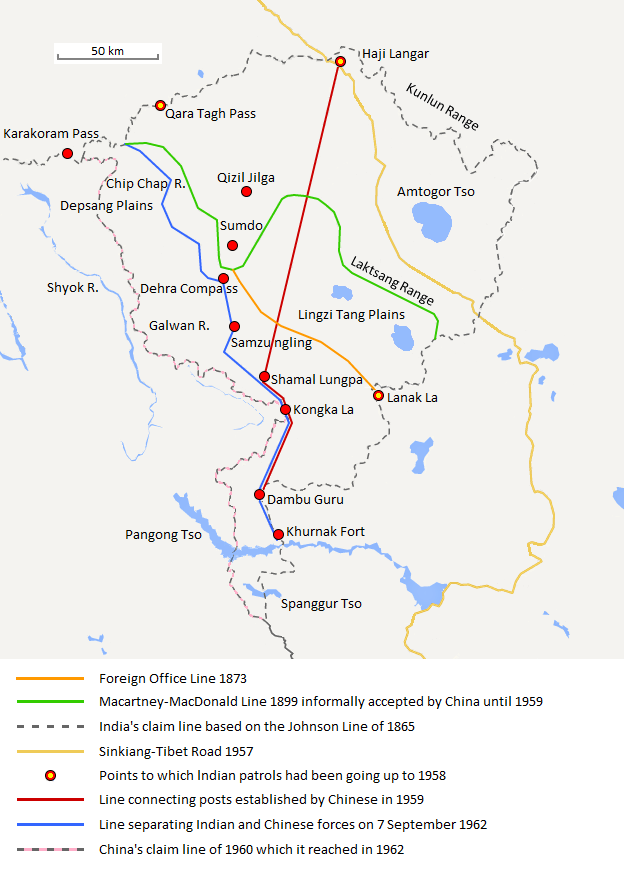
Bản đồ cho thấy các tuyên bố của Ấn Độ và Trung Quốc về biên giới ở khu vực phía Tây (Aksai Chin), đường Macartney-MacDonald, đường bộ ngoại giao Anh, cũng như sự tiến triển của lực lượng Trung Quốc khi họ chiếm đóng các khu vực trong Chiến tranh Trung Quốc-Ấn Độ.

Đường kiểm soát thực tế (tiếng Anh: Line of Actual Control (LAC)) là đường ranh giới ngăn cách lãnh thổ do Ấn Độ kiểm soát với lãnh thổ do Trung Quốc kiểm soát .
Có hai cách phổ biến trong đó thuật ngữ "Line of Actual Control" được sử dụng. Theo nghĩa hẹp, nó chỉ đề cập đến đường kiểm soát ở khu vực phía tây của biên giới giữa hai nước. Theo nghĩa đó, LAC tạo thành biên giới hiệu lực giữa hai quốc gia cùng với Tuyến McMahon (còn có tranh chấp) ở phía đông, và một phần nhỏ không tranh cãi ở giữa. Theo nghĩa rộng hơn, nó có thể được sử dụng để chỉ cả tuyến kiểm soát phía tây và tuyến McMahon, trong đó có nghĩa là đường biên giới hiệu quả giữa Ấn Độ và CHND Trung Hoa (PRC).

## Tổng quan

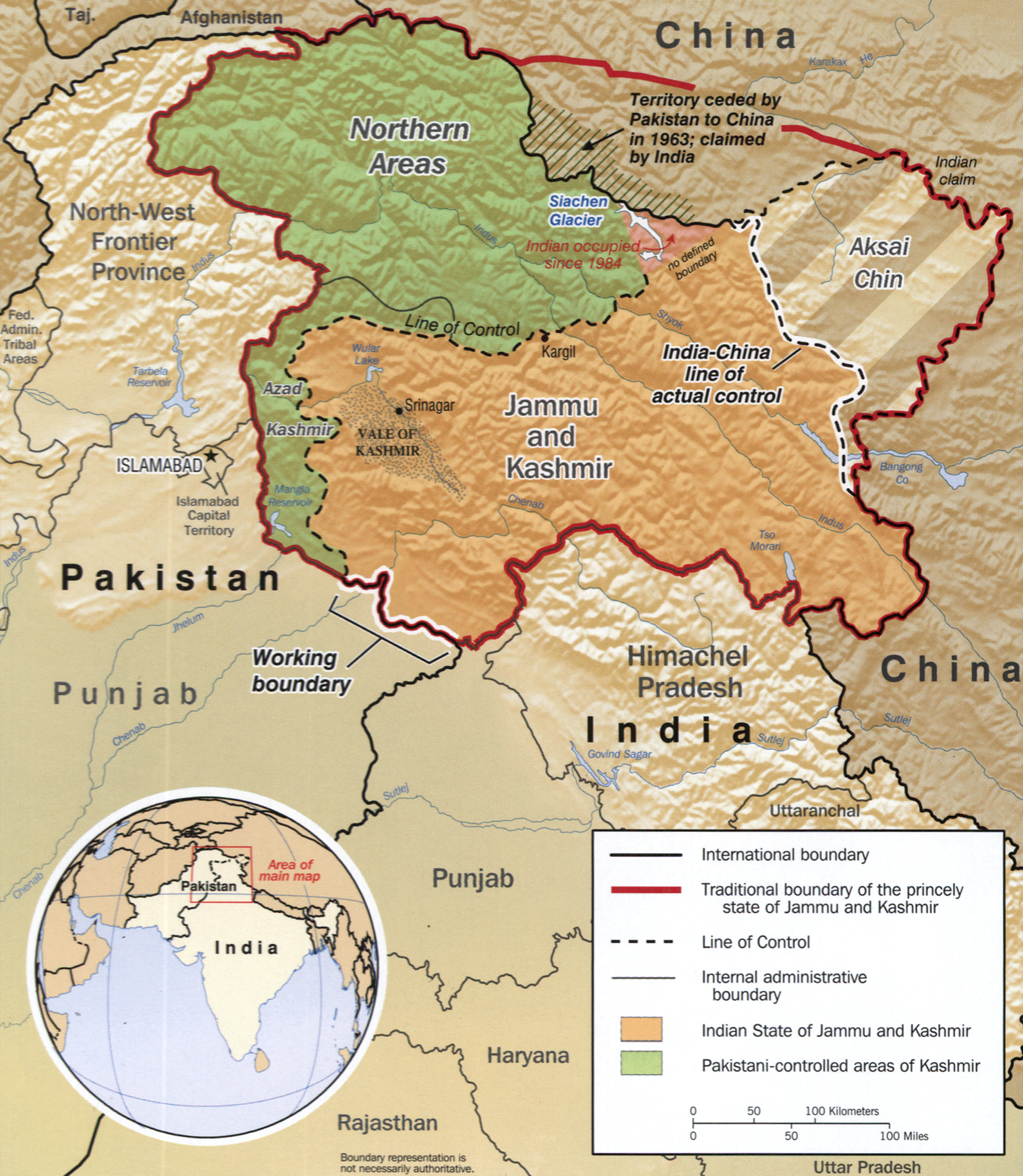
Phần phía tây của Đường kiểm soát thực tế nằm giữa vùng lãnh thổ do Trung Quốc kiểm soát và Ấn Độ kiểm soát trong vùng Himalayan. Đường này là trọng tâm của một cuộc chiến tranh ngắn vào năm 1962, khi các lực lượng Ấn Độ và Trung Quốc đấu tranh để kiểm soát đất đai, nơi "không có một ngọn cỏ mọc", như Thủ tướng Ấn Độ Jawaharlal Nehru đã nói.

Toàn bộ biên giới Ấn Độ - Trung Quốc (bao gồm cả phía tây LAC, khu vực không có tranh chấp ở trung tâm, và đường McMahon ở phía đông) dài 4.056 km (2520 mi) và đi qua năm tiểu bang Ấn Độ: Jammu và Kashmir, Uttarakhand, Himachal Pradesh, Sikkim và Arunachal Pradesh. Về phía Trung Quốc, tuyến đường đi qua Khu tự trị Tây Tạng. Sự phân chia ranh giới tồn tại như là đường ngừng bắn không chính thức giữa Ấn Độ và Trung Quốc sau cuộc xung đột năm 1962 cho đến năm 1993, khi sự tồn tại của nó được chính thức chấp nhận là "Đường kiểm soát thực tế" trong một hiệp định song phương. Tuy nhiên, các học giả Trung Quốc cho rằng Thủ tướng Trung Quốc Chu Ân Lai đã sử dụng cụm từ này trong một bức thư gửi cho Thủ tướng Ấn Độ Jawaharlal Nehru ngày 24 tháng 10 năm 1959.
Mặc dù không có ranh giới chính thức nào được thương lượng giữa Trung Quốc và Ấn Độ, chính phủ Ấn Độ thậm chí còn tuyên bố một ranh giới trong khu vực phía tây tương tự như Đường Johnson năm 1865, trong khi chính phủ CHND Trung Hoa cho rằng một tuyến đường tương tự như Đường Macartney-MacDonald năm 1899 là ranh giới.
Trong một lá thư ngày 7 tháng 11 năm 1959, Zhou nói với Nehru rằng LAC bao gồm "cái gọi là Tuyến McMahon ở phía đông và đường mà mỗi bên kiểm soát thực tế ở phía tây". Trong Chiến tranh Trung-Ấn Độ (1962), Nehru từ chối công nhận đường kiểm soát: "Không có ý nghĩa gì trong lời đề nghị của Trung Quốc rút lui hai mươi cây số từ cái mà họ gọi là 'đường kiểm soát thực tế'. "Đây là đường mà họ đã tạo ra bởi sự xâm lược kể từ đầu tháng 9. Chiến thuật tấn công quân sự trắng trợn và đề nghị thu hồi hai mươi cây số để hai bên thực hiện điều này là một thiết bị lừa dối không thể đánh lừa ai cả".
Zhou trả lời rằng, LAC là "về cơ bản nó vẫn là đường kiểm soát thực tế như đã tồn tại giữa các bên Trung Quốc và Ấn Độ vào ngày 7 tháng 11 năm 1959. Nói một cách cụ thể, ở khu vực phía đông nó trùng với đường gọi là Tuyến McMahon, và ở các khu vực phía tây và trung, nó trùng hợp với đường truyền thống mà luôn được Trung Quốc chỉ ra. "
Thuật ngữ "LAC" đã đạt được sự thừa nhận về mặt pháp lý trong các hiệp định Trung-Ấn ký năm 1993 và 1996. Thỏa thuận năm 1996 nêu rõ "Không có hoạt động nào của hai bên sẽ vượt quá giới hạn kiểm soát thực tế."  Tuy nhiên, khoản 6 của Hiệp định năm 1993 về việc duy trì hòa bình và sự tĩnh lặng dọc theo đường kiểm soát thực tế ở các khu vực biên giới Ấn Độ-Trung Quốc đề cập đến "hai bên đồng ý rằng các tham chiếu đến đường kiểm soát thực tế trong Hiệp định này không định kiến các quan điểm tương ứng của họ về vấn đề ranh giới" .
Chính phủ Ấn Độ tuyên bố rằng quân đội Trung Quốc tiếp tục tiến vào khu vực bất hợp pháp hàng trăm lần mỗi năm . Năm 2013, giữa quân đội Ấn Độ và Trung Quốc đã có đụng độ kéo dài ba tuần cách Daulat Beg Oldi 30 km. Nó đã được giải quyết và cả quân đội Trung Quốc và Ấn Độ rút lui để đổi lấy một thỏa thuận của Trung Quốc để phá hủy một số cấu trúc quân sự trên 250 km về phía nam gần Chumar mà người Ấn Độ coi là một đe dọa . Cũng vào cuối năm đó, có báo cáo rằng các lực lượng Ấn Độ đã ghi lại 329 lần các vật thể không xác định được trên một hồ nước trong khu vực biên giới, giữa tháng 8 và tháng 2 năm ngoái. Họ ghi lại 155 sự xâm nhập như vậy. Sau đó, một số vật thể được Viện Vật lý thiên văn Ấn Độ xác định là các hành tinh bởi sao Kim và sao Mộc xuất hiện sáng hơn do khí quyển khác nhau ở độ cao và sự nhầm lẫn do việc sử dụng các máy bay giám sát không người lái. Vào tháng 10 năm 2013, Ấn Độ và Trung Quốc đã ký một thỏa thuận hợp tác về bảo vệ biên giới để đảm bảo tuần tra dọc theo LAC không leo thang thành xung đột vũ trang. Kể từ tháng 6 năm 2017, Trung Quốc và Ấn Độ đã có thêm một cuộc đụng độ về đèo Doklam tại vùng biên giới giữa Trung Quốc, Ấn Độ và Bhutan..